# Ban Tôn giáo Chính phủ (Việt Nam)
Ban Tôn giáo Chính phủ là cơ quan hành chính trực thuộc Bộ Dân tộc và Tôn giáo, có chức năng tham mưu giúp Bộ trưởng Bộ Dân tộc và Tôn giáo quản lý nhà nước về lĩnh vực tín ngưỡng, tôn giáo và tổ chức thực hiện chính sách, pháp luật về tín ngưỡng, tôn giáo trong phạm vi cả nước; thực hiện các dịch vụ công thuộc lĩnh vực tín ngưỡng, tôn giáo theo quy định của pháp luật.

## Lịch sử
Năm 1955, Ban Tôn giáo trung ương được thành lập, trực thuộc Ban Nội chính của Chính phủ; cơ quan này có chức năng chủ yếu là làm đầu mối liên hệ với các tôn giáo qua phương thức vận động. Cũng trong năm này, Sắc lệnh 234/SL được ban hành đề cao quyền tự do tín ngưỡng của người dân, nhưng cũng yêu cầu các chức sắc tôn giáo đề cao ý thức bảo vệ pháp luật và lòng yêu nước của tín đồ.
Năm 1964, cơ quan này đổi tên thành Ban Tôn giáo Phủ thủ tướng trực thuộc Phủ Thủ tướng; nhiệm vụ chính vẫn là vận động tôn giáo.
Năm 1977, sau khi thống nhất, Chính phủ Việt Nam đã ban hành nghị quyết Về hoạt động tôn giáo nhận được sự ủng hộ của các tôn giáo lớn tại Việt Nam, Hội đồng Giám mục Việt Nam đã đặt ra định hướng hoạt động là "Sống phúc âm giữa lòng dân tộc để phục vụ hạnh phúc đồng bào", còn Giáo hội Phật giáo Việt Nam thì đưa ra khẩu hiệu: "Đạo pháp - Dân tộc - Chủ nghĩa xã hội".
Năm 1985, Ban Tôn giáo được thành lập, trực thuộc Chính phủ; từ năm 1993, cơ quan này mang chức năng quản lý hoạt động tôn giáo. Năm 2003, cơ quan này đổi tên thành Ban Tôn giáo Chính phủ, vẫn trực thuộc Chính phủ; năm 2007, cơ quan này được chuyển sang trực thuộc Bộ Nội vụ; mang chức năng quản lý và thực hiện các dịch vụ công về tôn giáo.
Năm 2025, cơ quan này được chuyển sang Uỷ ban Dân tộc nhằm thành lập Bộ Dân tộc và Tôn giáo.

## Nhiệm vụ và quyền hạn
Ban Tôn giáo Chính phủ có trách nhiệm thực hiện nhiệm vụ, quyền hạn theo quy định tại Quyết định số 1246/QĐ-BNV ngày 27/12/2022 của Bộ trưởng Bộ Nội vụ:
- Có nhiệm vụ tham mưu giúp Bộ trưởng Bộ Nội vụ để trình Chính phủ, Thủ tướng Chính phủ dự án luật, dự thảo nghị quyết của Quốc hội; dự án pháp lệnh và dự thảo nghị quyết của Ủy ban Thường vụ Quốc hội; dự thảo nghị định, nghị quyết của Chính phủ; dự thảo quyết định, chỉ thị của Thủ tướng Chính phủ về tín ngưỡng, tôn giáo; chiến lược, kế hoạch dài hạn, chương trình mục tiêu quốc gia, chương trình hành động, đề án, dự án quan trọng về tín ngưỡng, tôn giáo hoặc có liên quan đến tín ngưỡng, tôn giáo.
- Tổ chức thực hiện chính sách, pháp luật, chiến lược, kế hoạch, chương trình, đề án, dự án về tín ngưỡng, tôn giáo hoặc có liên quan đến tín ngưỡng, tôn giáo sau khi được cấp có thẩm quyền ban hành hoặc phê duyệt; hướng dẫn chuyên môn, nghiệp vụ công tác quản lý nhà nước về tín ngưỡng, tôn giáo; tổ chức thực hiện công tác thông tin tuyên truyền, phổ biến chủ trương, chính sách của Đảng, pháp luật của Nhà nước về tín ngưỡng, tôn giáo; bảo đảm quyền tự do tín ngưỡng, tôn giáo của cá nhân, sự bình đẳng giữa các tôn giáo trước pháp luật; đấu tranh, ngăn chặn, xử lý vi phạm hành chính các hành vi xâm phạm quyền tự do tín ngưỡng, tôn giáo hoặc lợi dụng tín ngưỡng, tôn giáo để hoạt động trái pháp luật.
- Tiếp nhận hồ sơ, chủ trì, phối hợp với các bộ, ngành, địa phương liên quan tham mưu trình Bộ trưởng Bộ Nội vụ quyết định công nhận tổ chức tôn giáo có địa bàn hoạt động ở nhiều tỉnh. Trình Bộ trưởng Bộ Nội vụ chấp thuận: thành lập, chia, tách, sáp nhập, hợp nhất tổ chức tôn giáo trực thuộc có địa bàn hoạt động ở nhiều tỉnh và việc thành lập cơ sở đào tạo tôn giáo; cấp đăng ký pháp nhân phi thương mại cho tổ chức tôn giáo trực thuộc có địa bàn hoạt động ở nhiều tỉnh; tổ chức tôn giáo ở Việt Nam gia nhập tổ chức tôn giáo ở nước ngoài; cho giải thể hoặc giải thể tổ chức tôn giáo, tổ chức tôn giáo trực thuộc có địa bàn hoạt động ở nhiều tỉnh; cho giải thể hoặc giải thể cơ sở đào tạo tôn giáo và thực hiện các nhiệm vụ khác khi được Bộ trưởng Bộ Nội vụ phân cấp, ủy quyền.
- Tham mưu giúp Bộ trưởng Bộ Nội vụ trong việc quản lý nhà nước về các hoạt động tín ngưỡng và các cơ sở tín ngưỡng, trừ các lễ hội tín ngưỡng và các cơ sở tín ngưỡng là di tích lịch sử - văn hóa, danh lam thắng cảnh đã được xếp hạng hoặc đã được Ủy ban nhân dân cấp tỉnh đưa vào danh mục kiểm kê di tích lịch sử của địa phương...

## Lãnh đạo
- Trưởng ban: Vũ Hoài Bắc[6]
- Phó Trưởng ban:

1. Trần Thị Minh Nga[7]
2. Nguyễn Tiến Trọng[8]

## Cơ cấu tổ chức
(Theo Quyết định số 1246/QĐ-BNV ngày 27 tháng 12 năm 2022 của Bộ trưởng Bộ Nội vụ)
- Phòng Công giáo
- Phòng Phật giáo
- Phòng Tin lành
- Phòng Cao Đài
- Phòng Tín ngưỡng và Tôn giáo khác
- Phòng Thanh tra - Pháp chế
- Phòng Tổ chức cán bộ và Quan hệ quốc tế
- Văn phòng
- Viện Nghiên cứu Chính sách tôn giáo
- Trung tâm Thông tin và Truyền thông
- Nhà Xuất bản Tôn giáo